# Oza-Cesuras
Oza-Cesuras est une commune de la province de La Corogne en Espagne située dans la communauté autonome de Galice.
Elle est créée le 6 juin 2015 par la fusion de deux communes de Oza dos Ríos et Cesuras.

## Les Hospitaliers
Au XIIIe siècle la paroisse et l'église Santa María da Regueira formaient une commanderie des Hospitaliers de l'ordre de Saint-Jean de Jérusalem au sein de la langue d'Espagne.